# 永定河 (汀江)
永定河位于中华人民共和国福建省龙岩市永定区境内，是汀江左岸支流，发源于永定东北部的培丰镇竹子炉，蜿蜒西南流至龙潭镇后转西流，过抚市镇后转西北流（此段也称抚江），于坎市镇洽溪村右纳坎市溪后转西南流，经湖雷镇、永定市区凤城街道、仙师镇和峰市镇，最后于峰市镇的芦下坝注入汀江。河长91.5千米，河道平均比降3.77‰，流域面积1075平方千米，河床宽约91米。